# Bawełniak stokowy
Bawełniak stokowy (Sigmodon planifrons) – gatunek ssaka z podrodziny bawełniaków (Sigmodontinae) w obrębie rodziny chomikowatych (Cricetidae).

## Zasięg występowania
Zasięg występowania bawełniaka stokowego jest ograniczony do pacyficznego zboczy Sierra de Miahuatlán, w południowej części stanu Oaxaca, w Meksyku.

## Taksonomia
Gatunek po raz pierwszy zgodnie z zasadami nazewnictwa binominalnego opisali w 1933 roku amerykańscy zoolodzy Edward William Nelson i Edward Alphonso Goldman nadając mu nazwę Sigmodon planifrons. Holotyp pochodził z Juquili, na wysokości 5000 ft (1524 m), w południowo-zachodniej części stanu Oaxaca, w Meksyku. 
Autorzy Illustrated Checklist of the Mammals of the World uznają ten takson za gatunek monotypowy.

### Etymologia
- Sigmodon: gr. σῖγμα sigma „litera Σ”; ὀδούς odous, ὀδóντος odontos „ząb”; w aluzji do sigmoidalnego wzoru na zębach trzonowych gdy ich korony są zużyte[8].
- planifrons: łac. planus „poziom, płaski”; frons, frontis „brew, czoło”[9].

## Morfologia
Długość ciała (bez ogona) 119 mm, długość ogona 88–111 mm, długość ucha 14 mm, długość tylnej stopy samic 29 mm; brak danych dotyczących masy ciała. 

## Populacja
Ich populacja spada.

## Zagrożenia
Bawełniaki stokowe są zagrożone przez fragmentację, przekształcanie siedlisk dla turystyki i rolnictwa.